# Sarıcakaya
Sarıcakaya ist eine Stadtgemeinde (Belediye) im gleichnamigen Ilçe (Landkreis) der Provinz Eskişehir in der türkischen Region Zentralanatolien und gleichzeitig ein Stadtbezirk der 1993 gebildeten Büyükşehir Belediyesi Eskişehir (Großstadtgemeinde/Metropolprovinz). Sarıcakaya ist seit der Gebietsreform ab 2013 flächen- und einwohnermäßig identisch mit dem Landkreis
Der Landkreis/Stadtbezirk liegt im Norden der Provinz, etwa 30 Kilometer nördlich des Zentrums von Eskişehir. Er grenzt im Südosten an Alpu, im Süden an Tepebaşı, im Westen an Mihalgazi und im Norden an die Provinzen Bilecik und Bolu. Durch den Ort und den Landkreis verläuft eine Straße, die Söğüt in der Provinz Bilecik im Westen mit Nallıhan in Ankara im Osten verbindet. Nach Süden zweigt eine Verbindungsstraße nach Eskişehir ab. Durch die Stadt fließt von Osten nach Westen der Fluss Sakarya. Beiderseits erheben sich Berge, im Norden ein Teil der Köroğlu Dağları, im Süden der Sündiken Dağları.

## Geschichte
Der Ort hieß ursprünglich Burnaklar und gehörte zum Kaza Göynük des Sandschak von Izmit (heute Provinz Bolu), ab 1884 gehörte es zu Söğüt (Provinz Bilecik). Nachdem Eskişehir 1925 eine Provinz geworden war, wechselte Burnaklar 1944 in diese Provinz (zentraler Landkreis, Merkez). 1957 erfolgte die Umbenennung in Sarıcakaya und am 1. April 1958 wurde es als Landkreis unabhängig. 1990 wurde der südliche Teil des Kreises Sarıcakaya als neuer Landkreis Mihalgazi unabhängig.

## Verwaltung
(Bis) Ende 2012 bestand der Landkreis neben der Kreisstadt aus der Stadtgemeinden (Belediye) Laçin sowie acht Dörfern (Köy), die während der Verwaltungsreform 2013/2014 in Mahalle (Stadtviertel/Ortsteile) überführt wurden. Die fünf bestehenden Mahalle der Kreisstadt blieben erhalten, während die beiden Mahalle von Laçin  zu einem Mahalle zusammengefasst wurden. Durch diese Herabstufung stieg die Anzahl der Mahalle auf 14. Ihnen steht ein Muhtar als oberster Beamter vor.
Ende 2020 lebten durchschnittlich 342 Menschen in jedem Mahalle, 518 Einw. im bevölkerungsreichsten (Sarıkaya Mah.).

## Klima
Am 15. August 2023 wurde in Sarıcakaya eine Temperatur von 49,5 °C gemessen. Damit wurde der Rekord für die höchste jemals in der Türkei gemessene Temperatur aufgestellt. Der vorherige Höchsttemperaturrekord in der Türkei wurde 62 Jahre lang von Cizre in der Provinz Şırnak im Südosten der Türkei gehalten. Der Höchsttemperaturrekord von Sarıcakaya wurde zwei Jahre später in Silopi in der Provinz Şırnak übertroffen.